# PARADE (スガシカオのアルバム)
『PARADE』（パレード）は、スガシカオの7枚目のオリジナル・アルバム。2006年9月6日発売。

## 概要
21枚目のシングル「午後のパレード」と同時リリースされた。「初回生産限定盤（DVD付）」「通常盤」の2種で発売。初回生産限定盤には「奇跡」「夏陰〜なつかげ〜」「真夏の夜のユメ」「午後のパレード」4曲のMVが収録されたDVDが同梱。

## 収録曲
| 全作詞・作曲: スガシカオ。 |                                      |            |            |          |      |
| #                          | タイトル                             | 作詞       | 作曲・編曲 | 編曲     | 時間 |
| 1.                         | 「奇跡」                             | スガシカオ | スガシカオ | 森俊之   | 4:25 |
| 2.                         | 「19才」                             | スガシカオ | スガシカオ | 森俊之   | 4:05 |
| 3.                         | 「38分15秒」                         | スガシカオ | スガシカオ | 森俊之   | 4:39 |
| 4.                         | 「斜陽」                             | スガシカオ | スガシカオ | 森俊之   | 4:59 |
| 5.                         | 「夏陰〜なつかげ〜」                 | スガシカオ | スガシカオ | 亀田誠治 | 4:16 |
| 6.                         | 「タイムマシーン」                   | スガシカオ | スガシカオ | 森俊之   | 4:31 |
| 7.                         | 「Rush」                             | スガシカオ | スガシカオ | 森俊之   | 5:05 |
| 8.                         | 「Hop Step Dive」                    | スガシカオ | スガシカオ | 亀田誠治 | 4:33 |
| 9.                         | 「真夏の夜のユメ」                   | スガシカオ | スガシカオ | 亀田誠治 | 3:54 |
| 10.                        | 「7月7日」                           | スガシカオ | スガシカオ |          | 3:29 |
| 11.                        | 「午後のパレード」                   | スガシカオ | スガシカオ | 屋敷豪太 | 5:51 |
| 12.                        | 「Progress〈Family Sugar Version〉」 | スガシカオ | スガシカオ | 森俊之   | 5:25 |
| 合計時間:                  | 合計時間:                            | 合計時間:  | 55:12      |          |      |

| #  | タイトル                         | 作詞 | 作曲・編曲 |
| -- | -------------------------------- | ---- | ---------- |
| 1. | 「奇跡」(Video Clip)             |      |            |
| 2. | 「夏陰〜なつかげ〜」(Video Clip) |      |            |
| 3. | 「真夏の夜のユメ」(Video Clip)   |      |            |
| 4. | 「午後のパレード」(Video Clip)   |      |            |

### 楽曲解説
1. 奇跡
  - 18thシングル「奇跡/夏陰/サナギ」収録
  - 朝日放送『2005年全国高校野球選手権大会中継』統一テーマソング
  - 表記はされていないが、アルバムバージョンである。
2. 19才
  - 19thシングル「19才」収録
  - TBS系アニメ『xxxHOLiC』オープニングテーマ
3. 38分15秒
4. 斜陽
5. 夏陰〜なつかげ〜
  - 18thシングル「奇跡/夏陰/サナギ」収録
  - テレビ朝日系『熱闘甲子園』エンディングテーマ
  - フジテレビ系アニメ『ハチミツとクローバーII』挿入歌
6. タイムマシーン
7. Rush
8. Hop Step Dive
  - 毎日コミュニケーションズ「マイナビ転職」CMソング
  - 22ndシングル「フォノスコープ」に収録。
9. 真夏の夜のユメ
  - 20thシングル「真夏の夜のユメ」収録
  - ワーナー・ブラザース・ピクチャーズ配給映画『デスノート』挿入歌
10. 7月7日
11. 午後のパレード
  - 21stシングル「午後のパレード」収録
  - 積水ハウス「シャーメゾン」CMソング
  - 日本テレビ系『音楽戦士 MUSIC FIGHTER』オープニングテーマ
  - エクセレントフィルム配給映画『髪がかり』主題歌
12. Progress〈Family Sugar Version〉
  - NHK総合テレビ『プロフェッショナル 仕事の流儀』主題歌
  - スガが参加しているバンド、kōkuaの楽曲をアレンジしたもの。

## 演奏
- スガシカオ
  - Vocal
  - Acoustic Guitar (#1.2.3.6.9.10.11)
  - Electric Guitar (#1.2.3.4.6.7.11.12)
  - Bass (#1.2.6)
- 森俊之
  - Keyboards (#1.2.3.4.6.7.12)
  - Programming (#1.2.3.4.6.7)
  - Moog Bass (#3)
  - Chorus (#7)
- 沼澤尚：Drums (#1.4.6.7.12)
- 大滝裕子：Chorus (#1.3.7)
- 清水弘貴：Electric Guitar (#2)
- 森信行：Drums (#2)
- 間宮工
  - Super Eccentric Guitar (#3)
  - Slide Guitar (#7)
  - Strings Arrangement (#10)
  - Acoustic Guitar, Electric Guitar (#12)
- 中村キタロー：Bass (#4)
- 田中倫明：Percussion (#4)
- 石成正人：Acoustic Guitar, Electric Guitar (#5)
- 亀田誠治：Bass (#5.8.9)
- 斎藤有太：Wurlitzer (#5)
- 河村“カースケ”智康：Drums (#5.8)
- 金原千恵子ストリングス：Strings (#5.9)
- 村田陽一：Trombone (#7)
- 西村浩二：Trumpet (#7)
- 山本拓夫：Tenor Sax,Brass Arrangement (#7)
- 小倉博和：Electric Guitar, Lap Steel Guitar (#8)
- 西川進：Electric Guitar (#9)
- 山木秀夫：Drums (#9)
- 四家卯大：Cello (#10)
- 有賀啓雄：Bass (#11)
- 屋敷豪太：Drums (#11)
- 大島俊一：Keyboards (#11)
- Simon Hale：Strings Arrangement (#11)
- The London Session Orchestra：Strings (#11)
- 松原秀樹：Bass (#12)